# Cercidiphyllaceae
Cercidiphyllaceae is een botanische naam voor een familie van tweezaadlobbige planten. Het bevat twee soorten loofbomen die voorkomen in China en Japan.

## Taxonomie
De familienaam Cercidiphyllaceae wordt algemeen erkend door systemen voor plantentaxonomie, en ook door het APG-systeem (1998) en het APG II-systeem (2003). In het Cronquist-systeem (1981) was de plaatsing in een orde Hamamelidales, dit is dezelfde plaatsing als in het Wettstein-systeem (1935).
Cercidiphyllaceae is een monotypische groep met het geslacht Cercidiphyllum. Het bevat twee niet uitgestorven soorten: C. japonicum en C. magnificum.